# Соња Бисерко
Соња Бисерко (Београд, 14. фебруар 1948) јесте југословенски и српски активиста и бивши дипломата. Оснивачица и председница Хелсиншког одбора за људска права у Србији.

## Биографија
Оба родитеља су јој учествовала у Народноослободилачком рату. Мајка Мара Шимицев је пореклом са острва Угљан у Далмацији, а отац Ђуро Бисерко из Книна. Он је радио у Министарству иностраних послова СФРЈ који је касније назван Савезни секретаријат за иностране послове. Ђуро је за време своје службе боравио у Пољској и Египту. Због тога је Соња своје детињство провела у Београду, Далмацији, Варшави и Каиру.
Похађала је Пету београдску гимназију, након чега је завршила Економски факултет Универзитета у Београду.
Дипломатску каријеру је завршила 1991. године када је поднела оставку као протест против политике Слободана Милошевића.
| „ | Ја сам отишла после Хашке конференције која је био последњи покушај да се Југославија очува као сложена држава… Прво етничко чишћење почело је у савезној администрацији. Сви су заборавили на бројне мистериозне смрти, пре свега у војсци и полицији. | ” |

Покренула је акцију „Хоћу кући” када је 30.000 избеглица из Хрватске изјавило да жели повратак и потписало петицију.
| „ | Сећам се и лица стотина оних који су свакодневно опседали нашу канцеларију на Обилићевом венцу. Хтели су кући, потписивали некакве формуларе. Први пут је отворено питање повратка у међународној заједници. | ” |

Учествовала је у прављењу заједничке Декларације о повратку свих, што је према њеним речима имало одјека.
Она је 1994. године основала Хелсиншки одбор за људска права у Србији заједно са Биљаном Ковачевић Вучо, Борком Павићевић, Сешком Станојловић и Николом Баровићем. Председница је те организације. Са одбором су сарађивали, поред осталих, Милан Шаховић, Љубивоје Аћимовић, Латинка Перовић, Ласло Вегел, Дубравка Стојановић, Теофил Панчић...
Соња је себе описала као Југословенку, Београђанку, Европљанку, космополиткињу.

## Награде и признања
Током каријера добила је академска признања попут звања више сараднице Америчког института за мир у Вашингтону 2001. године. Била је чланица трочлане комисије УН за Северну Кореју од 2013. године заједно са Мајклом Доналдом Кирбијем и Марзуки Дарусманом. Соња Бисерко је номинована у оквиру пројекта „1000 жена” за Нобелову награду за мир 2005. године. Соња је 2009. године добила Вајмарску награду за људска права.  Од 2010. године је почасна грађанка града Сарајева.
Председници Хелсиншког одбора за људска права уручена је и награда Еитингер од стране Универзитета у Ослу 2010. године  који додељује личностима ангажованим на питањима људских права. Соња Бисерко је награду добила за напоре и активну међународну укљученост у људска права, а посебно за њене напоре у раду са избеглицама, документацији за ратне злочине и права жена.
Председник Републике Хрватске Стјепан Месић јој је 1. фебруара 2010. године, доделио орден Реда кнеза Трпимира с огрлицом и Даницом.